# Urosigalphus iowensis
Urosigalphus iowensis är en stekelart som beskrevs av Gibson 1972. Urosigalphus iowensis ingår i släktet Urosigalphus och familjen bracksteklar. Inga underarter finns listade i Catalogue of Life.